# Hermann Schubert (Politiker)
Hermann Schubert (* 26. Januar 1886 in Lengefeld im Erzgebirge; † 22. März 1938 in der Sowjetunion) (Deckname Max Richter) war ein deutscher Politiker (KPD).

## Leben und Wirken
Schubert war der Sohn eines Arbeiters. Er besuchte die Volksschule. Anschließend arbeitete er als Bergmann und Metallarbeiter. 1907 oder 1912 wurde er Mitglied der Sozialdemokratischen Partei Deutschlands (SPD). 1917 wechselte er zur USPD. 1920 wurde er Mitglied der Kommunistischen Partei Deutschlands (KPD). Anfang der 1920er Jahre wurde er zum Besuch der Internationalen Lenin-Schule nach Moskau geschickt.
Im Mai 1924 wurde Schubert als Kandidat seiner Partei für den Wahlkreis 12 (Thüringen) in den Reichstag gewählt. Im Juli desselben Jahres legte er sein Reichstagsmandat nieder und wechselte in den Preußischen Landtag, dem er bis 1933 angehörte. Daneben war Schubert zeitweise Parteisekretär in Hamburg, Gewerkschaftssekretär und Polleiter (Leiter der Abteilung Politik) bei der Bezirksleitung der KPD im Bezirk Hamburg-Wasserkante und seit 1932 Mitglied des Politbüros der KPD. nachdem er zuvor bereits seit 1929 Kandidat und seit 1931 Mitglied des Zentralkomitees der KPD war. Als Gewerkschafter gehörte er verschiedenen Betriebsräten an.
Nach der „Machtergreifung“ der Nationalsozialisten war Schubert zunächst einige Monate lang in der illegalen kommunistischen Untergrundbewegung in Deutschland tätig. Aus Sicherheitsgründen wurde Schubert im Herbst 1933 über Prag und das Saargebiet nach Paris abgezogen. Im Dezember 1934 ging er mit dem Rest der Führung der Exil-KPD in die Sowjetunion. Dort stand er als Vertreter des linken, später als „sektiererisch“ marginalisierten Flügels der KPD in Opposition zu Walter Ulbricht und Wilhelm Pieck. Bis zum August 1935 war Schubert Vertreter der KPD beim Exekutivkomitee der Kommunistischen Internationale. Nach dem VII. Weltkongress schied er aus dem ZK aus und wurde auf eine Stelle bei der Roten Hilfe abgeschoben. Dort wurde er am 15. Mai 1937 im Zuge der Stalinistischen Säuberungen (Tschistki) verhaftet, am 22. März 1938 zum Tod verurteilt und erschossen.
Im Mai 1938 wurde ihm postum vom NS-Regime die deutsche Staatsbürgerschaft aberkannt.